# Carnosaur 2
Carnosaur 2 è un film del 1995 diretto da Louis Morneau.
È una pellicola horror fantascientifica, seguito di Carnosaur - La distruzione (1993). Ha avuto un seguito, Carnosaur 3: Primal Species (1996).

## Trama
Una squadra di tecnici capitanata da Jack Reed e il maggiore Tom McQuade vengono inviati in una stazione militare segreta  nel deserto del Nevada dai servizi segreti americani dato che, dopo aver lanciato una  richiesta di aiuto, non si è più fatta sentire. Arrivati scoprono che i componenti della base sono tutti scomparsi, tranne un ragazzo, Jesse, nipote di un operaio della base, che, atterrito dallo shock non sa spiegare cosa sia successo. Reed indagando scopre che nei sotterranei dei laboratori, costruiti su una vecchia miniera di uranio, sono state  trovate uova di dinosauro durante i lavori di costruzione.
Una nube radioattiva che si è sprigionata dai contenitori delle scorie ha poi innescato nelle uova una mutazione genetica, permettendone la rapida crescita. Bloccati nel deserto i sopravvissuti della squadra uccidono i raptor però sopravvivono solo Jesse e Reed. Riuscendo a chiamare un elicottero tentano di uscire ma  Reed si ferisce cadendo da una costruzione in seguito a  un'esplosione. Jesse riesce a uscire e a far aspettare i soccorsi e ritorna dentro per recuperare Reed.
A questo punto i due devono sfuggire a un esemplare di T-Rex che intralcia loro la strada. Scappano salendo grazie a un ascensore ma il T-Rex grazie a un'uscita secondaria riesce a raggiungere l'elicottero. Jesse sale su una ruspa e dopo un acceso combattimento fa precipitare il predatore (che muore) attraverso il canale dell'ascensore permettendo ai due protagonisti di fuggire sull'elicottero con i soccorsi.